# Bryson Pope
Bryson Pope (Ploemeur, Bretaña, 7 de marzo de 1990) es un baloncestista francés con ciudadanía estadounidense que pertenece a la plantilla del Caen Basket Calvados de la NM1 francesa. Con 2,01 metros de estatura, juega en la posición de alero. 

## Trayectoria deportiva

### Universidad
Jugó dos temporadas con los  Golden Hurricane de la Universidad de Tulsa, en las que promedió 5,0 puntos, 2,6 rebotes y 1,5 asistencias por partido. En 2011 fue transferido a los Golden Flashes de la Universidad Estatal de Kent, donde jugó una temporada más en la que promedió 4,8 puntos y 3,6 rebotes por partido.

### Profesional
Tras no ser elegido en el Draft de la NBA de 2013, firmó su primer contrato profesional con el Cognac CBB de la NM1, la tercera división francesa, donde jugó una temporada como suplente, en la que promedió 2,6 puntos y 1,1 rebotes por partido.
La temporada siguiente fichó por el Caen Basket Calvados, equipo que se encontraba en la NM2, la cuarta división del baloncesto francés. En su primera temporada en el equipo, lograron el ascenso a la NM1, aportando 15 puntos en la final del campeonato ante el Berck Basket Club.
En la temporada 2016-17 lograron el ascenso a la Pro B, tras arrasar en la temporada regular, logrando tres victorias más que el segundo clasificado, el UJAP Quimper, quienes finalmente ascenderían también al ganar los playoffs. Fue además la mejor temporada de Pope en el equipo, promediando 9,7 puntos y 3,9 rebotes por partido.